# Вітольд Равський
Вінцент Вітольд Еразм Равський (пол. Wincenty Witold Erazm Rawski; 21 березня 1893, Перемишль — 4 липня 1962, Вроцлав) — польський архітектор, скульптор, реставратор, історик мистецтва, живописець.

## Біографія
Народився 21 березня 1893 року (за іншими даними — 4 березня) в Перемишлі. Належав до династії львівських архітекторів: син Казімежа Владислава Равського (1863—1932) та його дружини Марії Францішки з Равських (1867—1939), онук Вінцента Равського-старшого (1810—1876), племінник Вінцента Равського-молодшого та Марії з Равських Садловської — дружини архітектора Віктора Садловського. Закінчив факультет архітектури Львівської політехніки 1922 року. Працював у Львівському магістраті, займаючись реставрацією архітектури. Виконав велику кількість обмірів пам'яток, проєктів реставрації, наглядав за реставраційними роботами. Займався скульптурою, автор ряду пам'ятників, зокрема на львівських цвинтарях. Для скульптурних робіт Равського характерною є геометрична стилізація історичної орнаментики, близька до стилістики ар деко. У квітні 1934 року склав у Львівському воєводському уряді іспит із допуску до керівництва будівництвом. Від 1946 року Вітольд Равський проживав у Вроцлаві. Активно працював над реставрацією пам'яток Сілезії. Член Товариства істориків мистецтва, Товариства польських архітекторів. Від 1923 року член Політехнічного товариства у Львові. 1956 року отримав відзнаку Комітету у справах урбаністики. Того ж року нагороджений Золотим хрестом за заслуги. 1959 року вийшов на пенсію, але за скороченим робочим графіком продовжував займатись реставрацією споруд. Протягом усього життя паралельно із реставрацією займався проєктуванням. Творчий доробок складається із близько 110 проєктів, серед яких 61 проєкт храмів, а також багато пам'ятників, цвинтарів, мавзолеїв. Більшість проєктів реалізовано. Збереглось багато графічних та малярських робіт. В рукописі залишились спогади, написані у 1893-1916 роках. Помер 4 липня у Вроцлаві, похований у Єнджеюв.

## Сім'я
Дружина — Сабіна з Ґлодзінських, шлюб укладений 14 липня 1923. Діти:
- Тадеуш (1924) — історик, офіцер Війська польського
- Зофія (1928) — історик мистецтва.[4]

## Список робіт

### Реставрація
- Порохова вежа у Львові (проєкт реставрації, спільно з Янушем Вітвіцьким).
- Чорна кам'яниця і кам'яниця Корнякта у Львові на площі Ринок (проєкт реставрації).
- Палац Бесядецьких у Львові (проєкт реставрації).
- Проєкти і керівництво реставрацією костелу св. Мартина в нинішній Скелівці Старосамбірського району. Було зокрема споруджено сигнатурку (1923), частково відбудовано дзвіницю (1931), реалізовано проєкти головного та бічних дерев'яних вівтарів (1923—1928), амвона, хрестильниці, розписів пресбітерія. Розписи за проєктом Равського виконали Броніслав Гавлік і Марія Шворм на початку 1930-х. Бічні вівтарі згодом перенесено до каплиць у Волощі та Солонському.[5]
- Реставрація костелу Марії Сніжної і плебанії у Львові (1929, за участі Міхала Лужецького).[6]
- Проєкт реставрації парафіяльного костелу в Самборі (до 1930).[7]
- Керівництво реставрацією колегіати Івано-Франківська у 1933—1935 роках. У співпраці з Вавжинцем Дайчаком.[8]
- Проєкт декоративних розписів у презбітерії та головній наві парафіяльного костелу в Рудках. Виконаний близько 1933, реалізовний імовірно 1938 року.[9]
- Роботи з розбудови храмового комплексу на «замочку» Белза (1935—1938)[10]
- Кам'яниця Хайнріха фон Рибіша у Вроцлаві (проєкт реставрації, нагляд за роботами).
- Будинки № 16, 17, 19, 36, 37 на площі Ринок там же (проєкт реставрації).
- Конвікт святого Йосифа у Вроцлаві (проєкт реставрації).
- Готичний костел Матері Божої на острові П'ясек у Вроцлаві (1947—1948, нагляд за роботами).
- Замок в Олаві (1958—1962, проєкт реставрації, нагляд за роботами).

### Власні проєкти
- Проєкт відбудови костелу села Петликівці, датований 1922 роком (дотепер не збережений). Невідомо чи був реалізований і в якому із сіл з такою назвою, оскільки існують Петликівці Старі і Петликівці Нові і будівництво храму відбувалось майже одночасно в обидвох. Існуючий костел Нових Петликівців споруджений у вкрай простих формах. Це свідчить, що проєкт Равського якщо й був призначений для цього села, то очевидно не був реалізований.[11]
- Сигнатурка парафіяльного костелу св. Анни у Зборові (1923).[12]
- Проєкт дерев'яної каплиці у стилі необароко з елементами ар деко в селі Старі Кривотули. Виконаний бл. 1925 спільно з Зигмунтом Палкою. Реалізований повністю ймовірно до 1931 року.[13]
- Добудова у 1923—1926 роках за власним проєктом каплиці в селі Суховоля Бродівського району.[14]
- Проєкт перебудови вежі парафіяльного костелу Петра і Павла в Яворові від 1923 року. Передбачав доповнення її необароковим завершенням, добудову каплиці з модерністичним внутрішнім вистроєм. Не був реалізований.[15]
- Фабрика вимірювальних приладів Яна Буяка на вулиці Антоновича, 31 у Львові (1925, розбудована 1935 року за проєктом Вавжинця Дайчака).[16]
- Жіноча професійна школа в Самборі (1925).[17]
- Перебудова середньовічного костелу св. архангела Михаїла в Каньчузі (1924—1932). Змінено вигляд вежі, каплицю св. Анни увінчано фронтоном з рослинним скульптурним орнаментом, піднято дах над навою, добудовано нові передсінки. Доповнення виконані в історичних формах бароко з народними елементами.[18]
- Конкурсний проєкт перебудови костелу кларисок у Львові (1931, нереалізований)[19].
- Конкурсний проєкт костелу місіонерів у Львові (нереалізований).[19]
- Перебудова у стилі конструктивізму інтер'єрів львівської ратуші, зокрема заміна перекриття зали міської ради на залізобетонне із влаштуванням ліпних кесонів (1928—1929 спільно з Рудольфом Мартулею)[20].
- Парафіяльний костел у Сокалі (1931).[17]
- Школа сестер бенедиктинок у Львові. Збудована 1935 року у стилі функціоналізму, примикає до зовнішнього боку монастирського муру від вулиці Пішої.[21]
- Костел Короля Христа у Ряшеві (1931—1937).[19]
- Каплиця Найсвятішого Серця Ісусового при костелі святої Єлизавети у Львові разом із внутрішнім мистецьким вистроєм у стилі ар деко. Реалізована у 1936—1937 роках за участі художника Яна Смучака, вітражної фабрики С. Желенського у Кракові. Вівтар виконала журавненська фабрика алебастрових виробів за проєктом Юзефа Шостакевича. Статуя у вівтарі авторства Ядвіги Городиської.[22]
- Нереалізований проєкт костелу на Богданівці у Львові (1938).[23]
- Нереалізований проєкт розбудови костелу при монастирі Єзуїтів у Львові на нинішній вулиці Залізняка (1939).[23]
- Нереалізований проєкт нового храму, що мав постати замість невеликого костелу Матері Божої Вервечкової на Клепарові у Львові (1939).[23]
- Костел при монастирі місіонерів у Дембовиці поблизу міста Ясло (1936—1945).[24]

### Скульптура
- Пам'ятник студентам-полякам Львівської політехніки, загиблим у боях за Львів. Відкритий 1925 року. Демонтований у радянський час.[25]
- Головний вівтар парафіяльного костелу в Скелівці Старосамбірського району (виконаний у 1923—1928 роках).
- Рельєф «Розп'яття» над вхідним порталом колегіати в Івано-Франківську (1930—1931, приписується). До цього ж костелу спроєктував три антипедіума зі скульптурним декором.
- Пам'ятник у Рясному, полеглим польським солдатам у 1914—1920 роках. Являє собою саркофаг із чотирма барельєфами, які зображують лицарів. Відкритий 1932 року. Співавтор Броніслав Солтис.[26]
- Ряд пам'ятників на Личаківському цвинтарі, три — на Цвинтарі орлят у Львові.
  - Пам'ятник на могилі Кароля Скібінського, встановлений 1931 року. Поле № 1. Скульптор Юліан Міколайський. Виконаний у стилі арт-деко у формі арки залізничного віадука з локомотивом. Поверхню опор віадука вкривають стилізовані зображення інженерних споруд. За задумом пам'ятник повинен відображати заслуги Скібінського у будівництві альпійських залізниць. Проєкт здобув перше місце на конкурсі, оголошеному Спілкою студентів інженерії Львівської політехніки за посередництвом Політехнічного товариства.[27]
  - Гробівець родини Ральських (скульптурна частина Яніни Райхерт-Тот).[28]
- Багатофігурний пам'ятник на могилі польських солдатів на Янівському цвинтарі. Не реалізований.[29]